# Primary van Florida 2008
De primaries van Florida waren voorverkiezingen die in 2008 op 29 januari werden gehouden. Hillary Clinton en John McCain wonnen.

## Democraten
Bij de Democraten stond er niets op het spel, omdat ook hier de afgevaardigden hun stem niet mogen uitbrengen in de conventie, als straf voor het tè vroeg houden van de voorverkiezingen. De Democratische voorverkiezingen werden wel gehouden: Clinton won met 50% van de stemmen, gevolgd door Barack Obama (33%) en John Edwards (14%).
Op 30 januari stapte Edwards uit de presidentiële race.
| Legenda: | teruggetrokken voor de primary |

| Florida Democratische primary 2008 | Florida Democratische primary 2008 | Florida Democratische primary 2008 | Florida Democratische primary 2008 | Florida Democratische primary 2008 | Florida Democratische primary 2008 |
| Kandidaat                          | Stemmen                            | Percentage                         | Delegates                          | Delegates                          | Delegates                          |
| Kandidaat                          | Stemmen                            | Percentage                         | Resultaten van de Primary          | RBC Toezegging*                    | Huidig aantal**                    |
| ---------------------------------- | ---------------------------------- | ---------------------------------- | ---------------------------------- | ---------------------------------- | ---------------------------------- |
| Hillary Clinton                    | 870.986                            | 49,77%                             | 105                                | 52,5                               | 52,5                               |
| Barack Obama                       | 576.214                            | 32,93%                             | 67                                 | 33,5                               | 38,5                               |
| John Edwards                       | 251.562                            | 14,38%                             | 13                                 | 6,5                                | 1,5                                |
| Joe Biden                          | 15.704                             | 0,90%                              | 0                                  | 0                                  | 0                                  |
| Bill Richardson                    | 14.999                             | 0,86%                              | 0                                  | 0                                  | 0                                  |
| Dennis Kucinich                    | 9.703                              | 0,55%                              | 0                                  | 0                                  | 0                                  |
| Christopher Dodd                   | 5.477                              | 0,31%                              | 0                                  | 0                                  | 0                                  |
| Mike Gravel                        | 5.275                              | 0,30%                              | 0                                  | 0                                  | 0                                  |
| Totaal                             | 1.749.920                          | 100,00%                            | 185                                | 92,5                               | 92,5                               |

* Toegedeeld op 31 mei 2008, bij een bijeenkomst van de Rules and Bylaws Committee (RBC).

** Een aantal gedelegeerden die in eerste instantie Edwards steunden, steunen nu Obama

## Republikeinen
Bij de Republikeinen won McCain met 36% van de stemmen, met Mitt Romney (32%) als tweede en Rudy Giuliani op een derde plaats (15%). Zij werden gevolgd door Mike Huckabee (14%) en Ron Paul (3%).
Later die dag stapte Giuliani uit de race sprak zijn steun uit voor McCain.
| South Carolina Republikeinse primary 2008 | South Carolina Republikeinse primary 2008 | South Carolina Republikeinse primary 2008 | South Carolina Republikeinse primary 2008 | South Carolina Republikeinse primary 2008 |
| Kandidaat                                 | Stemmen                                   | Percentage                                | Gewonnen counties                         | Gedelegeerden                             |
| ----------------------------------------- | ----------------------------------------- | ----------------------------------------- | ----------------------------------------- | ----------------------------------------- |
| John McCain                               | 701.761                                   | 36%                                       | 45                                        | 57                                        |
| Mitt Romney                               | 604.932                                   | 31,03%                                    | 18                                        | 0                                         |
| Rudy Giuliani                             | 286.089                                   | 14,68%                                    | 0                                         | 0                                         |
| Mike Huckabee                             | 262.681                                   | 13,47%                                    | 4                                         | 0                                         |
| Ron Paul                                  | 62.887                                    | 3,23%                                     | 0                                         | 0                                         |
| Fred Thompson*                            | 22.668                                    | 1,16%                                     | 0                                         | 0                                         |
| Alan Keyes                                | 4.060                                     | 0,21%                                     | 0                                         | 0                                         |
| Duncan Hunter*                            | 2.847                                     | 0,15%                                     | 0                                         | 0                                         |
| Tom Tancredo*                             | 1.573                                     | 0,08%                                     | 0                                         | 0                                         |
| Totaal                                    | 1.949.498                                 | 100%                                      | 67                                        | 57                                        |

* Teruggetrokken voor de primary.